# Alexander Montgomerie
Alexander Montgomerie (Ayrshire, 1550-†Escocia, 1598) fue un makar (poeta cortesano escocés) del Renacimiento.

## Biografía
Era hijo del terrateniente Hugh Montgomerie de Hessilheid (fallecido en 1588) y estaba emparentado remotamente con el conde de Eglinton. Perteneció en la década de 1580 a la "Castalian band / Grupo de Castalia", un círculo de poetas que reunió en su torno Jacobo VI de Escocia (Jacobo I de Inglaterra) que imitaba principalmente a los poetas franceses de La Pléiade, del cual resultó ser el miembro más importante. Algunos de sus poemas fueron de hecho musicados en su época.

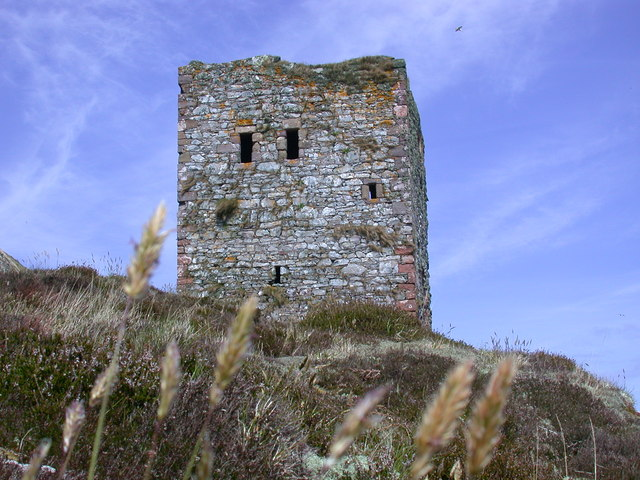
El Castillo de la isla de Ailsa Craig

Fue criado como miembro de la Iglesia de Escocia y pasó un tiempo en Argyll antes de partir hacia el continente; se convirtió al catolicismo en España y al volver, como católico en una corte predominantemente protestante, estuvo siempre involucrado en las luchas entre católicos y protestantes. De 1586 y 1588 luchó con Sir Philip Sidney en los Países Bajos contra los españoles. Después de regresar, pleiteó por una pensión que le había sido concedida en 1583, pero terminó perdiéndola definitivamente en 1593, hecho que reflejó amargamente en sus poemas. Entre 1596 y 1597 estuvo involucrado en una conspiración católica en apoyo de una intervención española en Irlanda. La intención católica era apoderarse del afloramiento rocoso de Ailsa Craig, en el bajo Fiordo de Clyde, como apoyo para una intervención española en la rebelión del Conde de Tyrone en Irlanda. Su colega poeta y amigo Hugh Barclay de Ladyland fue asesinado y él mismo fue declarado fuera de la ley en julio de 1597. Aunque habría podido hacerlo, no huyó de Escocia y murió en agosto de 1598. Las fuerzas protestantes inicialmente le negaron un funeral allí, pero la intervención del rey hizo que finalmente se concretara. Probablemente esté enterrado en la Abadía de Holyrood (Edimburgo). 
Sus poemas se conservan en el manuscrito Ker de la Biblioteca de la Universidad de Edimburgo. Contiene más de cien textos. Estaba considerado uno de los mejores poetas de Escocia y sobre todo un gran sonetista. Su obra principal es The Cherrie and the Slae, una ambiciosa alegoría religiosa. Muestra influjo de otros makars, pero también de poetas renacentistas franceses como Pierre de Ronsard y de poetas barrocos como el metafísico John Donne, el español Luis de Góngora o el italiano Giambattista Marino.
Los poemas más leídos de los que han llegado hasta nosotros son The Navigation y Cartel of the Thre Ventrous Knichts, compuesto en la corte durante la epifanía de 1580. Poeta laureado de la Castalian Band tras vencer a su compañero Patrick Hume of Polwarth, el propio monarca lo reconoció como ‘maister poete’. Compuso sonetos autobiográficos y de inspiración metafísica, canciones cortas y una versión inacabada de su más larga obra, la alegórica Cherrie and the Slae. También destaca su manifiesto literario Some Reulis and Cautelis to be observit and eschewit in Scottis poesie.